# Sturmtief Sebastian
Das Sturmtief Sebastian war ein Sturmtief, das am 13. und 14. September 2017 über Teile Europas zog. Es richtete am 13. September 2017 starke Schäden in Norddeutschland und nordeuropäischen Ländern an. In Deutschland wurden öffentliche Einrichtungen geschlossen und Einwohner aufgefordert, nicht auf die Straße zu gehen. Mindestens drei Menschen kamen ums Leben. Orkanartige Böen, Starkregen und gestiegene Wasserpegel waren die Folgen des Sturms.

## Das Sturmtief
Der Sturm traf das Vereinigte Königreich und Irland am 12. September, wo es als Sturm Aileen bekannt war. Nach dem Umzug über die Nordsee und der Intensivierung wurde das System in Sebastian umbenannt und kam am 13. September in Deutschland an.
Am 13. September 2017 erreichte ein Sturmtief Nordeuropa und auch Deutschland. Windgeschwindigkeiten von bis zu 130 Kilometer pro Stunde wurden erreicht. An der deutschen Nordseeküste stieg der Wasserpegel um bis zu zwei Meter.

## Konsequenzen

### Sturmwarnung
Öffentliche Institute wurde am Nachmittag geschlossen, darunter Universitäten, Schulen und Kitas.

### Todesopfer
Drei Menschen kamen infolge des Sturmtiefs ums Leben. Einer wurde von einem Baugerüst erschlagen, ein anderer von einem Baum und ein dritter wurde mitsamt Rollstuhl in die Elbe geweht. Weitere Menschen wurden teilweise schwer verletzt.

### Verkehrsbeeinträchtigungen
Aufgrund umgestürzter Bäume kam es zu Behinderungen im Schienenverkehr. In den am stärksten betroffenen Bundesländern in Norddeutschland kam der Nahverkehr teilweise zum Erliegen. Im Fährverkehr zu den Ostfriesischen Inseln fielen Verbindungen aus. Auch der Schiffsverkehr zwischen Helgoland und dem Festland war betroffen.

## Betroffene Ortschaften

### Norddeutschland
In Bremen, Hamburg, Niedersachsen, Nordrhein-Westfalen und Schleswig-Holstein wurden Windgeschwindigkeiten von bis zu 130 Kilometer pro Stunde gemessen. Dies entspricht Orkanstärke. Drei Menschen starben durch Windböen. Der Wasserstand stieg bis zu zwei Metern. In Flensburg wurden die Schulen geschlossen.

### Hessen und Schwarzwald
In Hessen und im Schwarzwald wurde vor Starkregen gewarnt.